# مايك إيفانز
مايك إيفانز (بالإنجليزية: Mike Evans) (و. 1949 – 2006 م) هو ممثل، وممثل تلفزيوني، وكاتب سيناريو، من الولايات المتحدة الأمريكية، ولد في ساليسبري، كارولاينا الشمالية، توفي في توينتينين بالمس، سان بيرناردينو، كاليفورنيا، عن عمر يناهز 57 عاماً بسبب سرطان المريء.

## التعليم
تعلم في كلية لوس أنجلوس سيتي ‏.

## وصلات خارجية
- مايك إيفانز على موقع IMDb (الإنجليزية)
- مايك إيفانز على موقع إن إن دي بي (الإنجليزية)
- مايك إيفانز على موقع قاعدة بيانات الفيلم (الإنجليزية)